# Cochleanthes
Cochleanthes is een geslacht van orchideeën uit de onderfamilie Epidendroideae, afgescheiden van het geslacht Chondrorhyncha.
Het zijn kleine epifytische planten van tropische regenwouden uit Zuid-Amerika, met grote bloemen met een schelpvormige bloemlip voorzien van een opvallende callus.

## Naamgeving en etymologie
- Synoniem: Warczewiczella Rchb.f. (1852)

De botanische naam Cochleanthes is een samenstelling van Oudgrieks κόχλος, kochlos (schelp) en ἄνθος, anthos (bloem), naar de vorm van de bloemlip.

## Kenmerken

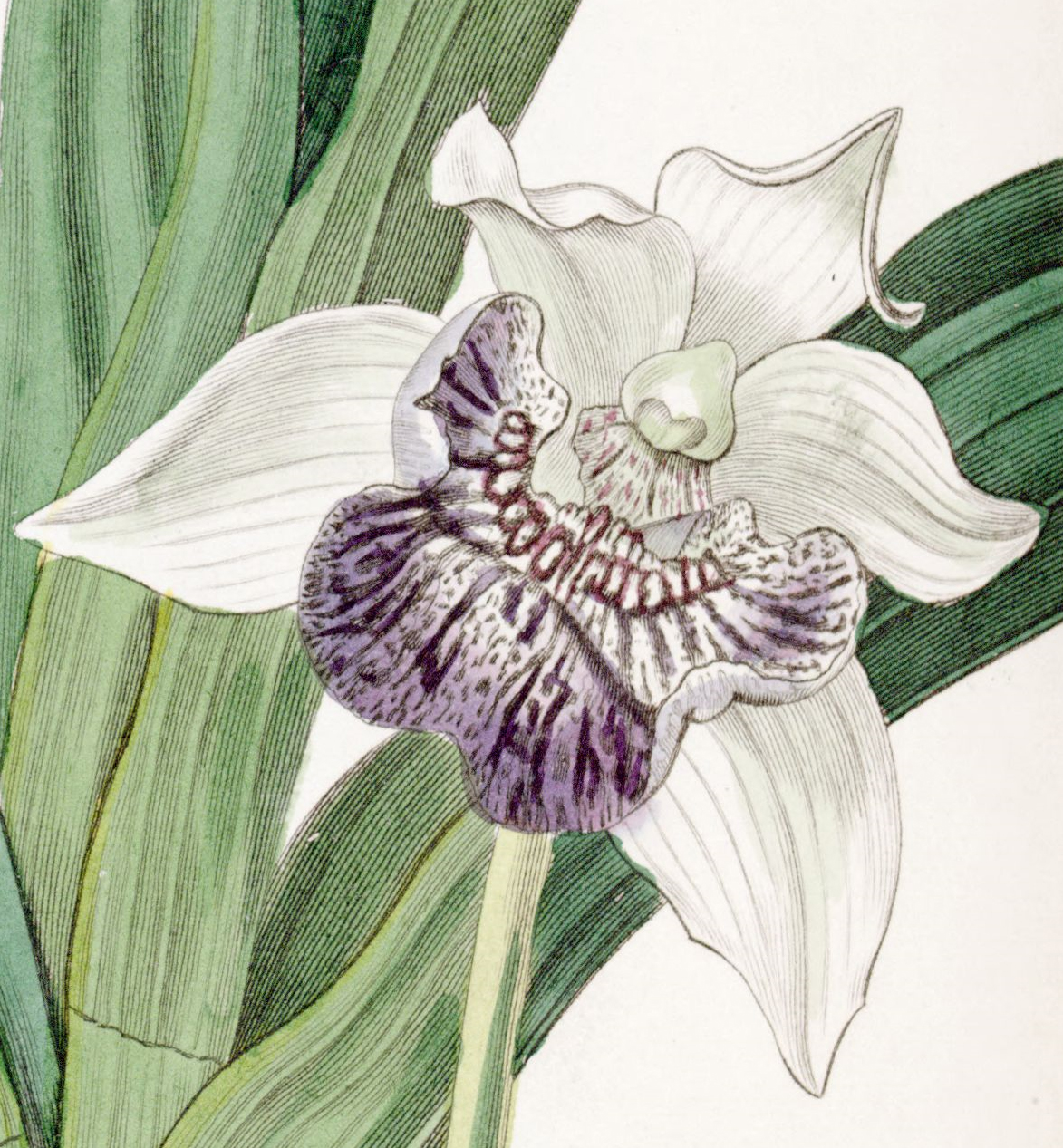
C. flabelliformis, detail bloem

Cochleanthes-soorten zijn grote epifytische planten met een sympodiale groei, zonder pseudobulben, met twee rijen elkaar overlappende, waaiervormige geplaatste, gekielde en lijnvormige tot ovale bladeren zonder bladschede, en okselstandige, opstaande, eenbloemige bloeistengels.
De bloemen zijn groot, met teruggebogen kelkbladen. De bloemlip is eerder schelpvormig dan buisvormig en omsluit niet de basis van het gynostemium, in tegenstelling tot die van Warczewiczella. De lip draagt aan de basis een opvallende halfronde callus met evenwijdig lopende richels, zoals bij Pescatorea. Het gynostemium is duidelijk gekield.

## Habitat en verspreiding
Cochleanthes-soorten groeien in bomen in vochtige tropische laagland- en montane regenwouden van Zuid-Amerika.

## Taxonomie
Cochleanthes omvatte in het verleden ook de soorten van het geslacht Warczewiczella, doch DNA-onderzoek uit 2005 door Whitten en anderen steunt het scheiden van beide geslachten.
Het geslacht omvat daardoor nog slechts twee soorten. De typesoort is Cochleanthes flabelliformis.

### Soorten
- Cochleanthes aromatica (Rchb.f.) R.E.Schult. & Garay (1959)
- Cochleanthes flabelliformis (Sw.) R.E.Schult. & Garay (1959)